# Пишон, Лиз
Лиз Пишон (англ. Liz Pichon; род. 16 августа 1963) — британская детская писательница и иллюстратор детских книг.

## Биография
Изучала графический дизайн в Камберуэллской школе искусств в Лондоне. Работала художественным директором и музыкальным продюсером фирмы Jive Records. Позднее стала работать иллюстратором-фрилансером детских книг, а вскоре сама стала пробовать себя в литературе.
В англоязычных странах пользуется популярностью серия её иллюстрированных книг про приключения 10-летнего школьника Тома Гейтса.

## Личная жизнь
Живёт в г. Брайтон вместе с мужем и тремя детьми.

## Сочинения

### Том Гейтс
- 2011: The Brilliant World of Tom Gates — Великолепный мир Тома Гейтса.
- 2012: Tom Gates: Excellent Excuses (and other good stuff) — Том Гейтс: Отличные отмазки (и другие неплохие вещи).
- 2012: Tom Gates: Everything’s Amazing (sort of) — Том Гейтс: Всё замечательно (ну или типа того).
- 2013: Tom Gates: Genius Ideas (mostly) — Том Гейтс: Гениальные идеи (в основном).
- 2013: Tom Gates is Absolutely Fantastic (at some things) — Том Гейтс невероятно крут (кое в чём).
- 2013: Tom Gates: Best Book Day Ever! (so far) — Самый лучший книжный день (пока что).
- 2014: Tom Gates: (A tiny bit) Lucky — Везунчик (слегка).
- 2014: Tom Gates: Extra Special Treats (… not) — дополнительное издание (вне серии).
- 2015: Tom Gates: Yes (No maybe….) — Да (а может, и нет…)
- 2015: Tom Gates: Top of the Class (nearly) — Первый в классе (почти)
- 2016: Tom Gates: Super Good Skills (almost) — Супер-крутые способности (или вроде того)

Также является автором ряда книг для более младшего возраста.